# Santiago do Cacém (freguesia)
Santiago do Cacém era una freguesia portuguesa del municipio de Santiago do Cacém, distrito de Setúbal.

## Historia
Fue suprimida el 28 de enero de 2013, en aplicación de una resolución de la Asamblea de la República portuguesa promulgada el 16 de enero de 2013 al unirse con las freguesias de Santa Cruz y São Bartolomeu da Serra, formando la nueva freguesia de Santiago do Cacém, Santa Cruz e São Bartolomeu da Serra.